# Leonardo da Quirm
Leonardo da Quirm je největší všeuměl fiktivního světa Zeměplochy. Malíř, vynálezce, astronom a mnoho dalšího, ale hlavně vynálezce, i když většina jeho vynálezů zůstala pouze na papíře. Jeho pozornost a zaměření na jednu činnost je však jako u malého dítěte. Možná to bylo tím, že se zajímal prakticky opravdu o všechno a tak se mu běžně stává, že si bude chtít uvařit čaj, zdokonalí při tom způsob ohřevu, pak přejde k náčrtkům válečných strojů, které střílí na kilometry daleko, hned poté nakreslí na ubrousek dokonale prokreslené ptačí křídlo, předělá hned válečné nákresy strojů na dopravu uhlí z hlubokých dolů a pak se snad vrátí k čaji. Těžko říci, co by se stalo se světem, kdyby se Leonardo věnoval jedinému předmětu déle než půl hodiny.
Co se týče vzhledu, patří Leonardo k lidem, kteří vypadají staří ve třiceti a po několika desítkách let vypadají stále stejně. Má dlouhé šedivé vlasy i vousy, avšak vlasy do značné míry ustoupily, tak nějak do pozadí velkému intelektu.
Leonardo se narodil v Quirmu a navzdory svému zvyku pozorovat oknem létající ptáky si osvojil slušné vzdělání. Pokoušel se stát členem několika cechů, ale po tom, co začal dosahovat nečekaně dobrých výsledků v jejich přijímacích testech (a v několika případech dokonce opravoval znění zadaných otázek) byl Leonardo nucen odejít. Šel hledat štěstí do Ankh-Morporku, kde míval dům v ulici Důmyslných řemeslníků. Avšak lord Vetinari, Patricij města, rozpoznal jeho talent a uvěznil ho. Hlavně si byl Havelock Vetinari vědom nebezpečí, ve kterém by se da Quirm objevil mezi lidmi, kteří by jeho inteligence chtěli zneužít a citlivý Leo by se nedokázal bránit, a tak mu Vetinari poskytl ochranu, tím, že jej dal pod zámek. Leonardo to ovšem jako věznění nebere. Je u Vetinariho spokojen, protože ten mu poskytuje dostatek papírů, tužek, pravítek, provázků a spoustu jiného pro jeho nápady a vynálezy. Nechá mu nosit jídlo a ve svém příbytku v podkroví má okno, ze kterého může pozorovat ptáky. Nutno ovšem podotknout, že považuje-li to za nutné (což se stává velmi zřídka), není pro něj problém vězení nepozorovaně opustit (jeho budova jakož i všechny pasti u vchodů jsou totiž jeho vlastní konstrukce).
Leonardo je schopen vymyslet a zkonstruovat ponorku, kávovar, letadlo, nebo nakreslit slavnou Monu Ogg (jejíž zuby vás sledují po celé místnosti)… ovšem do jednoho odvětví Leonardův intelekt nepronikl, a to do názvů a jmen. Není schopen pojmenovat své vynálezy vůbec rozumně. Prostě svůj vynález pojmenuje jeho funkcí například : Pánev, která přilne k čemukoliv (v jednu chvíli hlavně k Mrakoplašovi), nebo Šikovný poznámkový papírek s lepidlem, které povolí, když ho potřebuješ odstranit.